# Улица Казимира Малевича (Киев)
Улица Казимира Малевича (укр. Вулиця Казимира Малевича) — улица в Голосеевском районе города Киева. Пролегает от улицы Короленковская при примыкании Деловой улицы до улицы Загородняя, исторически сложившаяся местности (районы) Новое Строение.
Примыкают улицы Ивана Фёдорова, Лабораторная, Владимиро-Лыбедская, Немецкая, Ежи Гедройца.

## История
Улица возникла в середине 19 века как часть регулярной распланировки улиц вдоль реки Лыбедь и железной дороги. Изначально состояла из Бульонской (пролегала до современной Немецкой улицы) и Заводской. К 1915 году именовалась вся улица Бульонской.
13 марта 1941 года Бульонская улица в Кагановичском районе переименована на улицу Боженко — в честь участника Гражданской войны 1918—1922 годов Василия Назаровича Боженко, согласно Решению исполнительного комитета Киевского городского совета депутатов трудящихся № 16/33 «Ходатайство исполкома Кагановичского районного совета депутатов трудящихся  про переименование ул. Бульонской на ул. им. Боженко — героя гражданской войны, который погиб а власть Советов» («Клопотання виконкому Кагановичської районної ради депутатів трудящих про перейменування вул. Бульйонської на вул. ім. Боженка — героя громадянської війни, який загинув за владу Рад»).
6 декабря 1944 года улица Боженко переименована на улицу Василия Боженко, согласно Решению исполнительного комитета Киевского городского совета депутатов трудящихся № 286/2 «Про упорядочивание наименований площадей, улиц и переулков г. Киева» («Про впорядкування найменувань площ, вулиць та провулків м. Києва»).
20 сентября 2012 года улица получила современное название — в честь художника-авангардиста, уроженца Киева Казимира Севериновича Малевича, согласно Распоряжению Киевского городского главы № 4/8282 «Про переименование улицы Боженко в Голосеевском районе г. Киеве на улицу Казимира Малевича» («Про перейменування вулиці Боженка у Голосіївському районі м. Києва на вулицю Казимира Малевича»).

## Застройка
Улица пролегает в юго-восточном направлении параллельно улицам Антоновича и Ямской. Улица имеет по одному ряду движения в обе стороны.
Парная сторона улицы занята нежилой застройкой, непарная — многоэтажной жилой застройкой и учреждениями обслуживания. В 1967 году возле мебельной фабрики имени В. Н. Боженко (дом № 86) был установлен памятник В. Н. Боженко (авторы: скульптор Василий Винайкин, архитекторы — Вольдемар Богдановский и Игорь Масленков). В ноябре 2015 года был разрушен.  
Изначально улица был застроена преимущественно одно-двухэтажными домами. В 1980-1990-е годы большая часть старой застройки была ликвидирована для строительства новых многоэтажных жилых кварталов улиц Горького и Боженко. Некоторые дома были снесены в 2000-е годы, например № 18 в 2008 году, № 32 (усадьба из двух одноэтажных домов) в 2009 году. Сохранились только 6 домов старой застройки: №№ 2, 24, 31, 85, 87, 127. 
Учреждения:
1. дом № 11 — институт электросварки имени Е. О. Патона НАНУ; аэрокосмическое общество Украины
2. дом № 59 — КП ШЕУ Шевченковского района
3. дом № 84 — украинский государственный научно-исследовательский институт «Ресурс»; украинский научно-исследовательский институт механической обработки древесины
4. дом № 86 — мебельная фабрика
5. дом № 86Б — центр социально-трудовой реабилитации инвалидов г. Киева

Мемориальные доски:
1. дом № 2 — Василию Назаровичу Боженко — демонтирована (2016) — комментарий именования улицы
2. дом № 11 — профессору Даниилу Андреевичу Дудко — на здании, института где работал (1944-2009)
3. дом № 11 — профессору Владимиру Константиновичу Лебедеву — на здании, института где работал (1944-2008)
4. дом № 11 — академику Игорю Константиновичу Походне — на здании, института где работал (1952-2015)
5. дом № 11 — академику Владимиру Ивановичу Махненко — на здании, института где работал (1952-2015)
6. дом № 13 — академику Борису Израилевичу Медовару — на здании, института где работал (с барельефом)
7. дом № 119 — Василию Назаровичу Боженко — демонтирована (2016) — комментарий именования улицы